# Озеро Гленбоке
Озеро Гленбоке — озеро в Польщі, в Любуському воєводстві Мендзижецького повіту ґміни М'єндзижеч, бл. 5 км на північ від Мендзижеча, розташоване у районі Брузда Збоншинська та у водозбірному басейні річки Обра. Це найбільше безстічне озеро в Любуському воєводстві.

## Опис
Береги озера вкриті переважно хвойними лісами. Північний та південний береги болотисті та заболочені, вищий східний берег зайнятий рекреаційними будівлями. Берегова лінія водосховища освоєна слабо. Дно озера не дуже різноманітне, вода дуже прозора, що сприяє бурхливому розвитку підводної рослинності. Гленбоке не має постійних притоків чи відтоків. Раніше в озеро впадав невеликий струмок з півночі, але, згідно з даними 1995 року, протягом кількох років посухи він зник. Поруч із південним берегом водосховища знаходиться залізнична зупинка Гленбоке М'єндзижецьке (залізнична лінія № 367 на маршруті Збоншинек — Гожув-Велькопольський). На сході поблизу озера проходить швидкісна дорога S3.

## Гідронімія
Назва озера з'являється в джерелах у 1321 році, спочатку як stagnum Glambek, потім Glabok (1390), Glambok (1418), Glembuch-see (1929), Tiefer See (1934). 17 вересня 1949 року було запроваджено назву Głębokie. Наразі в державному реєстрі географічних назв Польщі озеро також має назву Głębokie, але пропонується й альтернативна назва: Jezioro Głębokie.

## Морфометрія
Згідно з даними Інституту внутрішнього рибальства Польщі, площа водної поверхні озера становить 124,9 га, тоді як А. Хойнський на основі карт масштабу 1:50 000, визначив розмір озера як 112,5 га. Площа поверхні води озера становить 115 га.
Середня глибина озера становить 9,2 м, а максимальна — 25,3 м. Об'єм озера становить 11 530,4 тис. м³. Максимальна довжина озера становить 2280 м, ширина 825 м. Довжина берегової лінії становить 5800 м.
Згідно з Атласом озер Польщі (ред. Я. Янчак, 1996), поверхня води знаходиться на висоті 50,4 м над рівнем моря, тоді як згідно з цифровою моделлю рельєфу, наданою Геопорталом, поверхня води знаходиться на висоті 49,3 м над рівнем моря.
Згідно з гідрографічною картою Польщі, озеро розташоване у водозбірному класі шостого рівня Озера без стоку. Глибокі. Ідентифікатор MPHP — 1878930. Водозбірний басейн озера невеликий і становить 5,7 км².

## Використання
У системі управління водними ресурсами Польщі озеро розглядається як єдиний водний об'єкт з кодом PLLW10378. Рибальство на озері здійснює Польська рибальська асоціація, округ у Гожуві-Велькопольському. В озері водяться лящ (Abramis brama), ряпушка (Coregonus albula), щука звичайна (Coregonus lavaretus), сиг європейський (Esox lucius), плітка (Rutilus rutilus), лин (Tinca tinca), окунь (Perca fluviatilis), вугор (Anguilla anguilla) і краснопірка (Scardinius erythrophthalmus).
Озеро також служить для рекреаційних цілей; на східному березі розташований великий рекреаційний комплекс. Тут є кілька курортів із зонами для купання з пірсами, кемпінговими будиночками, прокатом водного спорядження та лісовим кемпінгом. Рекреаційна забудова охоплює приблизно 15 % берегової лінії озера.

## Екологія та захист навколишнього середовища
На основі заборів, проведених у 1993 та 1999 роках, води озера були класифіковані як води II класу чистоти. З початку 1980-х років у озеро не скидають стічні води з навколишніх курортів, до цього забруднення озера влітку було нормою і призводило до закриття місць для купання через бактеріологічне забруднення. Дослідження озера Гленбоке, що проводилися до 2013 року, показали, що воно є одним із найчистіших озер Любуського поозер'я. Значення показників поживних речовин та концентрації хлорофілу А не перевищували допустимих значень, встановлених для I класу. Спостерігався як добрий хімічний, так і біологічний стан, а цвітіння фітопланктону в озері не спостерігалося. Висока прозорість вод робить озеро привабливим для туризму та відпочинку. Дослідження 2018 року класифікували воду озера як воду I класу якості, а прозорість становила 5,7 метра.
Останні дослідження, проведені у 2021 році, визначили якість води озера як II клас, показником, що визначив цю класифікацію, був стан макрозообентосу, тоді як стан фітопланктону, макрофітів, іхтіофауни та фітобентосу оцінювався як дуже добрий. Прозорість води водойми була визначена на рівні 4,8 метра. Гленбоке за вмістом хлорофілу А було найчистішим з усіх озер, протестованих у Польщі того року. За хімічним складом води озера були класифіковані як такі, що не відповідають вимогам I класу, що пов'язано з перевищенням значень I класу для сполук ртуті, полібромованих дифенілових ефірів та гептахлору.
Озеро Гленбоке помірно схильне до антропогенного впливу та класифікується II класом за схильністю до деградації. Більшість показників сприяють стійкості озера до деградації, зокрема його висока середня глибина, розташування серед лісів, мінімальний відсоток водообміну протягом року та невелика площа безпосереднього водозбору. Єдиними проблемами є надмірна довжина берегової лінії відносно об'єму озера та низька термічна стратифікація його вод.
Озеро не охоплене жодною формою охорони природи.

### Проблеми
З початку XXI століття рівень води в озері знизився приблизно на 120 см. Причини цього явища невідомі; згідно з попередніми аналізами, притоки, що живлять водосховище, висохли, і вода, ймовірно, просочується на захід. Також існує гіпотеза, що глибокі криниці, що належать рекреаційним центрам, розташованим на берегах озера Гленбоке, сприяють зниженню рівня води. Остання, найменш згадувана гіпотеза, — це версія про переривання стоку води з основної водозбірної площі озера через будівництво швидкісної дороги S3 (E65), розташованої поблизу східного берега озера.
Як превентивний захід пропонується подавати воду з річки Обра до озера або за допомогою помпової системи, або через навколишні водно-болотні угіддя. Альтернативним рішенням було б постачання води з глибоких свердловин, тобто викопати резервуар і дозволити воді з нього повільно просочуватися в озеро, яке потребувало б аерації через низький рівень насичення киснем.

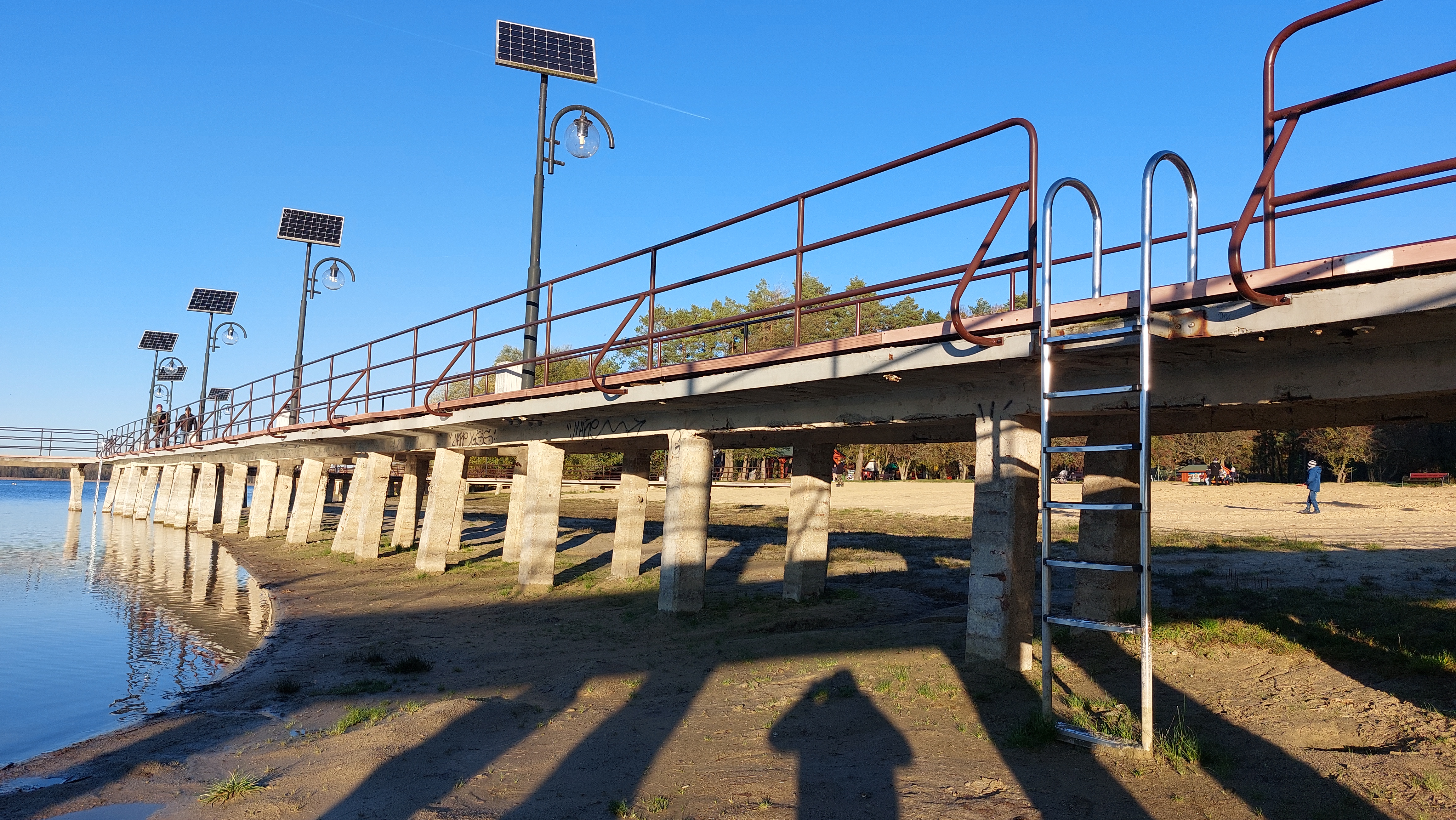
Рівень води в озері восени 2022 року

## Історія
Водойма згадується вже у 1390 році, коли якийсь Вінцентій з Хичіни та його сини продали села Кальсько та Роєво, а також п'ять сусідніх озер абату та цистерціанцям у Земсько за 300 гривень.
Озеро Гленбоке разом із сусіднім озером Гражик та навколишніми лісами згадується 16 квітня 1485 року у привілеї, наданому М'єндзижечу королем Казимиром IV Ягеллончиком. Завдяки цьому мешканці міста за давнім звичаєм, в озерах під назвою Стшелецьке (нині Гленбоке) та Ліньє (Ґранжик) за договором оренди, так само в річці мали право ловити рибу сітками. Обидва озера мали однакову площу поверхні та були багаті на рибу. Мілководніший Гражик ряснів линами, карасями та плітками. У сусідньому Гленбокому найціннішим видом була ряпушка.
У XVIII столітті між М'єндзижечем та абатом цистерціанського монастиря в Бледзеві існувала давня суперечка щодо обох озер та навколишніх лісів. Тевтонський орден здавна володів лісами та полями поблизу Кальсько та претендував на маєтки міста. Коли абат зажадав побачити королівський привілей, міська рада 10 жовтня 1647 року відправила делегацію з документом до Бледзева. Монахи дуже гостинно зустріли міських радників та влаштували бенкет. Коли п'яні радники заснули, їхній королівський привілей був вкрадений, і їм довелося повернутися додому з порожніми руками. М'єндзижеч на кілька десятиліть втратив свої озера та навколишні ліси, а його мешканці довго скаржилися, що радники розтратили ліс та озера.